# Chad Ho
Chad Ho (Joanesburgo, 21 de junho de 1990) é um maratonista aquática sul-africano.

## Carreira

### Rio 2016
Ho competiu nos 10 km masculino nos Jogos Olímpicos de Verão de 2016 ficando na décima colocação.